# Marie Tomášová

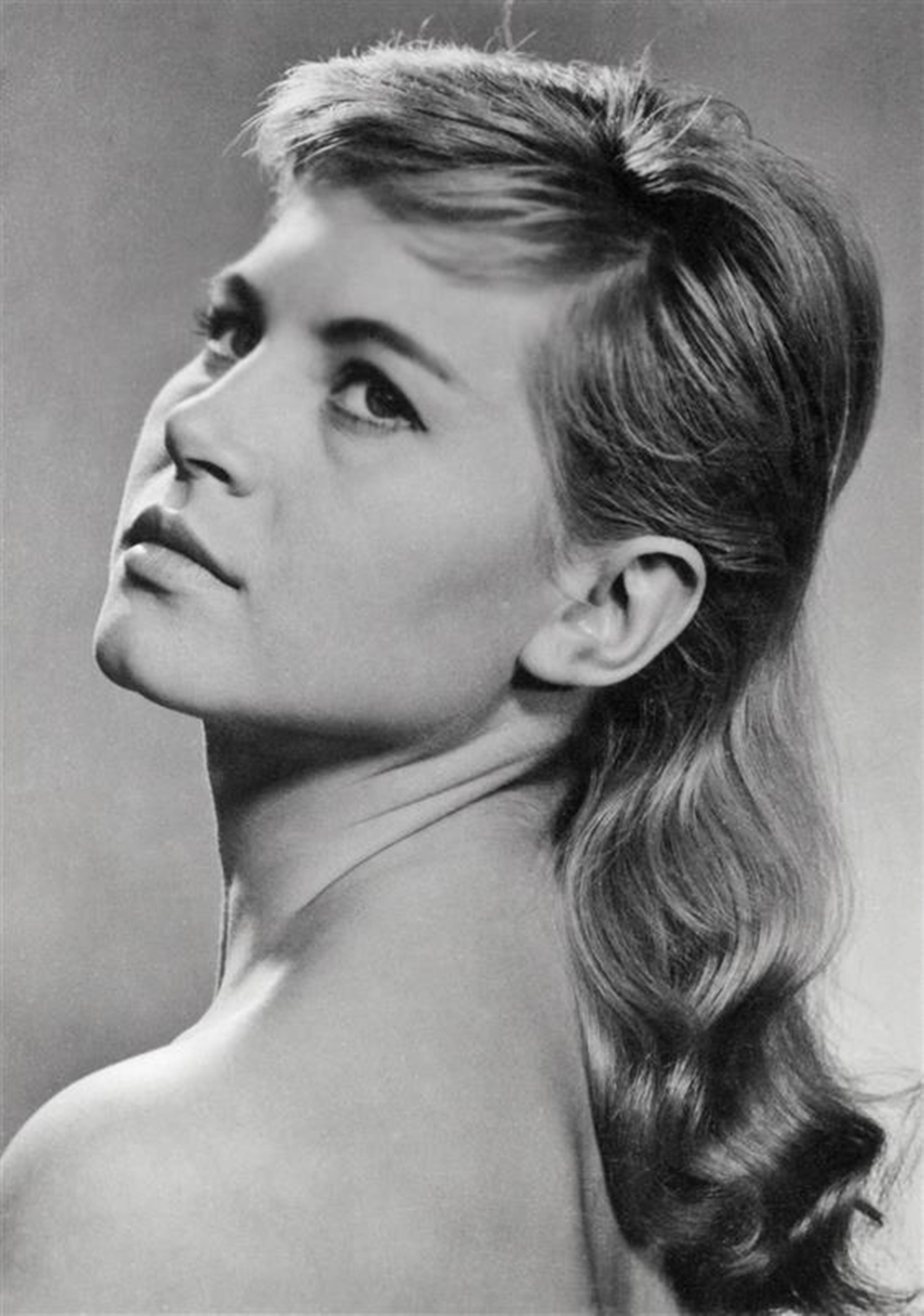
Marie Tomášová

Marie Tomášová (* 18. April 1929 in Dobrovice, Okres Mladá Boleslav; † 25. Mai 2025 in Mělník) war eine tschechische Schauspielerin.

## Leben
Tomášová spielte 1967 als eine der bedeutendsten Persönlichkeiten der jungen Prager Schauspielergeneration die Hauptrolle in dem Theaterstück Die Katze auf dem Gleis des Dramatikers Josef Topol. Sie gehörte zu einem Theaterensemble, das 1965 von Otomar Krejča – einem Regisseur und Direktor des Nationaltheaters Prag – gegründet worden war. Es war das erste ausländische Theaterensemble, das als Gast bei den Wiener Festwochen 1967 im Theater an der Wien auftreten durfte.

## Filmografie (Auswahl)
- 1964: Sprung ins Dunkel (Skok do tmy)
- 1967: Vier Personen im Kreis (Čtyři v kruhu)
- 1982: Ein Stück Himmel
- 1990: Hexen aus der Vorstadt (Carodejky z predmestí)